# Есаульский сельсовет
Есаульский сельсовет — сельское поселение в Берёзовском районе Красноярского края.
Административный центр — село Есаулово.

## Население
| 2010  | 2012  | 2013  | 2014  | 2015  | 2016  | 2017  |
| ----- | ----- | ----- | ----- | ----- | ----- | ----- |
| 3499  | ↘3470 | ↗3564 | ↗3761 | ↗3948 | ↘3867 | ↗4265 |
| 2018  | 2019  | 2020  | 2021  |       |       |       |
| ↗4608 | ↗4820 | ↗5200 | ↗5498 |       |       |       |

## Состав сельского поселения
| № | Населённый пункт   | Тип населённого пункта       | Население |
| - | ------------------ | ---------------------------- | --------- |
| 1 | Ермолаево          | деревня                      | ↗439      |
| 2 | Ермолаевский Затон | посёлок                      | ↘775      |
| 3 | Есауловка          | посёлок                      | ↗170      |
| 4 | Есаулово           | село, административный центр | ↗1769     |
| 5 | Кедровый           | посёлок                      | ↘0        |
| 6 | Терентьево         | деревня                      | ↘346      |

До 1994 года в состав сельсовета входил посёлок Новый Путь, с 1994 года включённый в административно-территориальное подчинение администрации Железногорска Законом Красноярского края от 4 октября 1994 года № 3-51.

## Местное самоуправление
Есаульский сельский Совет депутатов
Дата избрания: 14.03.2010. Срок полномочий: 5 лет. Количество депутатов: 10
Глава муниципального образования
- Аникин Иван Федорович. Дата избрания: 14.03.2010.
- Зайцев Андрей Николаевич. Дата избрания: 2019 год